# Skitugrund
Skitugrund är en ö i Finland. Den ligger i Bottenhavet och i kommunen Närpes i den ekonomiska regionen  Sydösterbotten i landskapet Österbotten, i den västra delen av landet. Ön ligger omkring 82 kilometer söder om Vasa och omkring 310 kilometer nordväst om Helsingfors.
Öns area är 1 hektar och dess största längd är 260 meter i nord-sydlig riktning.